# Бжания, Нинель Борисовна
Нинель Борисовна Бжания (род. 9 июня 1959) — абхазская пианистка, педагог, Народная артистка Республики Абхазия (2020г.).

## Биография
Родилась 9 июня 1959 года. Окончила Центральную музыкальную школу им. З. Палиашвили в Тбилиси, Тбилисскую государственную консерваторию им. В. Сараджишвили. Является солисткой Абхазской государственной филармонии им. Р. Д. Гумба, директором Сухумского государственного музыкального училища им. А. Ч. Чичба, занимается преподавательской деятельностью по специальности «фортепиано». В 2008 году была удостоена звания «Заслуженная артистка Республики Абхазия». В 2020 году была удостоена звания  «Народная артистка Республики Абхазия»
Является вдохновителем крупных культурных проектов. Под её руководством в Абхазии проводится Конкурс юных пианистов им. А. Ч. Чичба, в 2010 году впервые был проведен Международный конкурс юных музыкантов «Новое созвездие».
Ведет активную концертную деятельность. В репертуаре — произведения западноевропейских, русских и абхазских композиторов.
В проекте «Культурный сезон Россия-Абхазия 2011» являлась творческим руководителем с абхазской стороны.